# 萬曆野獲編
《萬曆野獲編》，明人筆記，三十卷，補遺四卷。明代沈德符撰。

## 內容
沈德符隨父宦居京城，與城中勋戚多有交往，《野获编》自序中言：“余生长京邸，孩时即闻朝家事，家庭间又窃聆父祖绪言，因喜诵说之。”遂仿歐陽修《歸田錄》之體例，隨筆記錄。歸鄉後撰《萬曆野獲編》，即萬曆朝“野之所获”之意，萬曆三十四年（1606年）撰成，分目為列朝、宫闱、宗藩、公主、勋戚、内监、内阁、词林、吏部、户部、河漕、礼部、科场、兵部、刑部、工部、台省、言事、京职、历法、禁卫、佞倖、督抚、司道、府县、士人、山人、妇女、妓女、畿辅、外郡、风俗、技艺、评论、著述、词曲、玩具、谐谑、嗤鄙、释道、神仙、果报、征梦、鬼怪、禨祥、叛贼、土司、外国等。多記萬曆以前典章制度、典故遗闻、山川风物、经史子集等，並保存有關戲曲小說資料。可補正史之不足。例如明宣宗成就了“仁宣之治”，但他爱鬥蟋蟀，与明君身份不符，故正史不记其鬥蟋之事。《万历野获编》记载：“我朝宣宗曾密诏苏州知府况钟进千个，一时语云：‘促织瞿瞿叫，宣德皇帝要’，此语至今犹存。”

## 續編
萬曆四十七年（1619年）又编成《续编》十二卷。明清易代之际，《野获编》散失不少，仅存原编的十之四五。《明史·艺文志》著录《野获编》僅八卷。經朱彝尊多方搜集，基本恢复了该书的原貌。現行《万历野获编》是清代桐乡人钱枋重新割裂排缵，将原书的二十卷及续编十二卷，改編為三十卷，分類四十八门，以便检索。其五世孫沈振又搜辑诸家所藏，得二百三十余条，编为八卷，再改编成四卷附后。道光七年，钱塘姚祖恩将其刻印出版。同治八年（1869年），姚祖恩子姚德恒再重校刊补。
《万历野获编》部分史料为《明史》所无，如卷二十四“风俗”门“有“火把节”条云：“今滇中以六月念八日为火把节。是日，人家缚茭芦高七八尺，置门外烧之，至夜火光烛天。又用牲肉细缕如脍，和以盐醢生食之。”又如“西域记”条所载西域諸國史料，可与《明史·西域传》互为补充。李慈铭称其“议论平允，而考证切实，远出《笔麈》、《国榷》、《孤树裒谈》、《双槐岁钞》诸书之上，考明事者，以此为渊蔽焉。”

## 外部連結
- 萬曆野獲編 - 開放文學
- 萬曆野獲編 - 國學導航 （页面存档备份，存于）（善本）